# Tjålmsjön
Tjålmsjön är en sjö i Sollefteå kommun i Ångermanland och ingår i Ångermanälvens huvudavrinningsområde. Sjön har en area på 0,274 kvadratkilometer och ligger 219,5 meter över havet. Sjön avvattnas av vattendraget Tjålmsjöån.

## Delavrinningsområde
Tjålmsjön ingår i det delavrinningsområde (703546-156083) som SMHI kallar för Utloppet av Tjålmsjön. Medelhöjden är 239 meter över havet och ytan är 2,65 kvadratkilometer. Räknas de 8 avrinningsområdena uppströms in blir den ackumulerade arean 28,67 kvadratkilometer. Tjålmsjöån som avvattnar avrinningsområdet har biflödesordning 3, vilket innebär att vattnet flödar genom totalt 3 vattendrag innan det når havet efter 75 kilometer. Avrinningsområdet består mestadels av skog (86 procent). Avrinningsområdet har 0,27 kvadratkilometer vattenytor vilket ger det en sjöprocent på 10,3 procent.